# Fès
Fès, auch Fes oder Fez (arabisch فاس, DMG Fās, marokkanisches Tamazight ⴼⴰⵙ Fas, Zentralatlas-Tamazight ⴼⴰⵙ Fas), ist mit rund einer Million Einwohnern die drittgrößte Stadt Marokkos. Sie ist die älteste der vier Königsstädte des Landes (neben Marrakesch, Meknès und Rabat) und galt nach der Gründung der Qarawiyin-Universität als geistiges Zentrum des arabisch-islamischen Westens (Maghreb). Fès ist der Sitz der Region Fès-Meknès und der Präfektur Fès.

## Lage
Fès liegt ca. 60 km (Fahrtstrecke) östlich von Meknès am Ostrand der fruchtbaren und teilweise bewässerten Sais-Ebene. Die Kleinstadt Moulay Idris in den südlichen Ausläufern des Zerhoun-Massivs im Westen ist ähnlich weit von Fès entfernt. Nach Süden führt die Nationalstraße 8 (route impériale), die alte Karawanenroute, am Westrand des Mittleren Atlas entlang über Azrou (ca. 80 km) nach Marrakesch (ca. 450 km). Auf einer Nebenstraße etwas weiter östlich beginnt am Ende der Sais-Ebene nach 30 km bei Sefrou der Anstieg auf die kargen Hügel des Mittleren Atlas. Von den beiden Straßen in östlicher Richtung führt eine zum ca. 120 km entfernten Taza am Südrand des Rifgebirges, die andere ins Zentrum des Gebirges in die Provinz Taounate.

## Geschichte
Der Name der Stadt soll auf Fas (arabisch „Hacke“) hindeuten, was auf einen Fund oder die Benutzung dieses Gerätes bei der Stadtgründung verweisen würde.
Die Stadt Medinat Fas wurde von Idris I. im Jahr 789 an der Stelle des heutigen Viertels der Andalusier gegründet. Zwanzig Jahre später gründete Idris II. al-Aliya am anderen (linken) Ufer des Wadi Fès. Al-Aliya entwickelte sich rasch zu einer richtigen Stadt mit Moschee, Palast und Kisariya (Markthalle). Die lebenswichtigen Wasserquellen um Fès, die schon früh berühmt und besungen wurden, waren gewiss ein entscheidendes Kriterium bei der Wahl des Standorts für die zukünftige Metropole.
Die weitere Entwicklung der Stadt ist zwei Einwanderungswellen zu verdanken. Ab 817–818 lassen sich etwa 8000 andalusische, von den Umayyaden von Córdoba aus Spanien vertriebene Familien in der Stadt nieder. Kurz danach kommen 2000 verbannte Familien aus Kairouan (Tunesien) hinzu, die sich im gegenüberliegenden Stadtteil ansiedeln.
Die Neuankömmlinge brachten sowohl großes technisches und handwerkliches Können als auch Erfahrung im Städtewesen und einem auf die Stadt ausgerichteten Leben mit und trugen wesentlich dazu bei, dass sich Fès zum kulturellen Zentrum und religiösen Herzen Marokkos entwickelte.
Die im Jahr 859 von der reichen Kaufmannstochter Fatima el-Fihrya gegründete Universitätsmoschee al-Qarawiyin wird zu einem der bedeutendsten Zentren der Geistlichkeit und Kultur im Islam. Ihre Ausstrahlung hat über die Schulen des islamischen Spanien Auswirkungen bis nach Europa. Auch der arabische Geschichtsschreiber Ibn Chaldūn lehrte hier.
Die günstige Lage von Fès an der Kreuzung wichtiger Handelswege inmitten einer großzügigen natürlichen Region mit grundlegenden Rohstoffen für das Handwerk (Stein, Holz, Ton) spielte wohl eine entscheidende Rolle für den raschen Aufschwung der neuen Stadt. Von besonderer Bedeutung waren die Karawanenstraßen zwischen dem Atlantik und dem zentralen und östlichen Maghreb sowie dem Mittelmeer und Subsahara-Afrika über die große Handelsstadt Sidschilmasa (seit dem 17. Jahrhundert verschwunden) im Tafilalt (heute Region von Rissani/Erfoud).
Im Jahr 1033 kam es zu einem Pogrom gegen die jüdische Bevölkerung der Stadt mit 6000 Toten.
Die zwei Stadtteile wurden schon im Mittelalter vereinigt, wobei die trennende Mauer durchbrochen wurde. Den Status der Hauptstadt verlor Fès nach der almoravidischen Gründung von Marrakesch im 11. Jahrhundert und gewann diesen wieder nach ihrer Einnahme durch die Meriniden im Jahr 1250.
Im Jahr 1276 wurde unter der Herrschaft der Meriniden die neue Stadt El Medinet El-Beida („die weiße Stadt“) gegründet und gleich mit Umfassungsmauer, Palästen und Gärten ausgestattet. Sie wurde bald unter der Bezeichnung Fès el Jedid („das neue Fès“) bekannt, im Gegensatz zu Fès el Bali, der alten Stadt. Die jüdische Bevölkerung von Fès el Bali wurde um 1325 zwangsweise in die Nähe der neuen Palastanlage umgesiedelt. Die Mellah (einem Ghetto vergleichbar, in dem die Juden unter dem Schutz des Sultans leben, siehe auch Dhimma) entstand an der Stelle eines früheren Garnisonsviertels für syrische Bogenschützen.
Zu Beginn des 14. Jahrhunderts (Höhepunkt der hispano-maurischen Kunst) erlebte die Stadt ihren großen Aufschwung. Die Universität von Fès (Qairawin) war in dieser Zeit weltberühmt. Über eine Karawanenpiste mit dem Hafen von Badis am Rifgebirge verbunden, stand Fès ununterbrochen mit dem islamischen Spanien und mit Europa in Kontakt. 1471 fiel die Stadt in die Hände der Dynastie der Wattasiden.
Nach einer 1522 durch ein Erdbeben verursachten Teilzerstörung der Stadt wurden viele Bauwerke restauriert oder durch neue ersetzt.

Königspalast „Dar El Makhzen“

Die Saadier, ein arabischer Stammesverband, der sich in Südmarokko im Draa-Tal niedergelassen hatte und von da aus im 16. Jahrhundert das Land eroberte, nahmen im Jahr 1554 die Stadt ein, machten aber Marrakesch zu ihrer Hauptstadt. Fès wurde von zwei in europäischer Manier errichteten Festungen (Borj Nord und Borj Sud) überwacht. Im Jahr 1626 verloren die Saadier die Stadt an die Dila-Bruderschaft.
Am Anfang der Alawiden-Dynastie (Ende des 17. Jahrhunderts) richtete Mulai Ismail seine neue Hauptstadt in Meknès ein. Er siedelte in Fès einen Teil der Sippe der Udaia an, die ihm bei seinem Machtkampf geholfen hatte. Nach seinem Tod (1727) revoltierten die Udaia, sie wurden aber erst 1833 durch Abd er Rahman aus der Stadt vertrieben. Mulai Abdallah, der Nachfolger von Mulai Ismail, machte Fès zu seiner Residenz und ließ Moscheen, Madrasas, Brücken und Straßen erneuern oder neu bauen; die Straßen von Fès el Jedid wurden gepflastert.
Zwischen 1500 und 1800 wurde Marokko mindestens zehn Mal von der Pest heimgesucht. Ein anonymer Chronist berichtete über die in Fès wütende Epidemie von 1661–1662: „Jene unter den Reichen und Mächtigen, die da starben – und es waren viele – verhungerten wie die armen Leute.“ Die Bevölkerungszahl stagnierte. Die letzte große Pestwelle im Maghreb folgte 1818–1820.
Im 19. Jahrhundert wurden die beiden alten Stadtteile durch Neubauten wie den Palast Boujeloud verbunden. Bis zum Beginn des Protektorats im Jahr 1912 blieb Fès die Hauptstadt Marokkos, dann wurde Rabat vom französischen General Hubert Lyautey zum Verwaltungssitz von Französisch-Marokko bestimmt. Trotzdem residierte der König weiterhin in Fès und er hält sich bis heute häufig im dortigen Palast auf. Auch nachdem Rabat zur offiziellen marokkanischen Hauptstadt erklärt worden ist, bleibt Fès eine wichtige königliche Residenz und ein Zentrum der Kultur, des Handwerkes und des Handels.

## Stadtbild
Die Altstadt, Musterbeispiel der orientalischen Stadt, steht seit 1981 als Weltkulturerbe unter dem Schutz der UNESCO. Dabei soll es sich in Hinblick auf die Fläche um die weltweit größte mittelalterliche Altstadt handeln. Das tiefe Blau der Keramik gilt als Wahrzeichen von Fès, neben den grünen Dächern der Sakralbauten, die das Bild der Stadt aus der Vogelperspektive prägen.
Fès besteht heute aus drei Stadtteilen, die jeweils einer Epoche der Stadtgeschichte zugeordnet werden können:
Die Altstadt, (Fès el Bali/el Medina el Qadima), besteht aus dem Stadtteil um die Qarawiyīn-Moschee bzw. -Universität, die nach ihrer Gründung im Jahr 859 das Zentrum des öffentlichen Lebens darstellte. Sie wird von der Stadtmauer eingeschlossen. In saadischer Zeit wurden außerdem die beiden Zitadellen (Borj Nord und Borj Sud) errichtet, die sich auf den Hügeln über der Altstadt befinden.
Die mittelalterliche Neustadt (Fes el Jedid) geht auf die Dynastie der Meriniden (1244–1465) zurück, die Fès ab 1248 zur Hauptstadt ihres Reichs erklärten. Im Zentrum stehen der Königspalast und das jüdische Viertel (Mellah).
Die Ville Nouvelle wurde auf Veranlassung von Marschall Lyautey und nach den Plänen des französischen Architekten Henri Prost in der Protektoratszeit als neue Stadt in der Nähe der Festung Dar Debibagh südlich von Fès el Jedid gebaut. Zunächst als Residenzviertel für die Europäer entstanden, entwickelte sich die „Ville Nouvelle“ als moderne arabische Stadt mit neueren Villenvierteln weiter. Hier haben sich Behörden, Institutionen und Dienstleistungsbetriebe angesiedelt. Die Ville Nouvelle stellt heute flächen- und einwohnermäßig den größten Teil der Stadt und die obligatorischen Flaniermeilen (Boulevard Hassan II., Avenue Mohammed V.). In ihr befinden sich auch die größten Kinos (Empire, Rex) und das Einkaufszentrum Borj Fez (mit Filialen westlicher Unternehmen) mit Ausblick auf die grünen Hügel zwischen Altstadt und Ville Nouvelle.

## Bevölkerung
| Jahr      | 1971    | 1982    | 1994    | 2004    | 2014      | 2024      |
| Einwohner | 325.327 | 448.823 | 772.184 | 977.946 | 1.150.131 | 1.256.172 |

Der enorme Bevölkerungszuwachs der Stadt beruht im Wesentlichen auf der – immer noch anhaltenden – Zuwanderung aus den umliegenden Landgemeinden (communes rurales).

## Religion

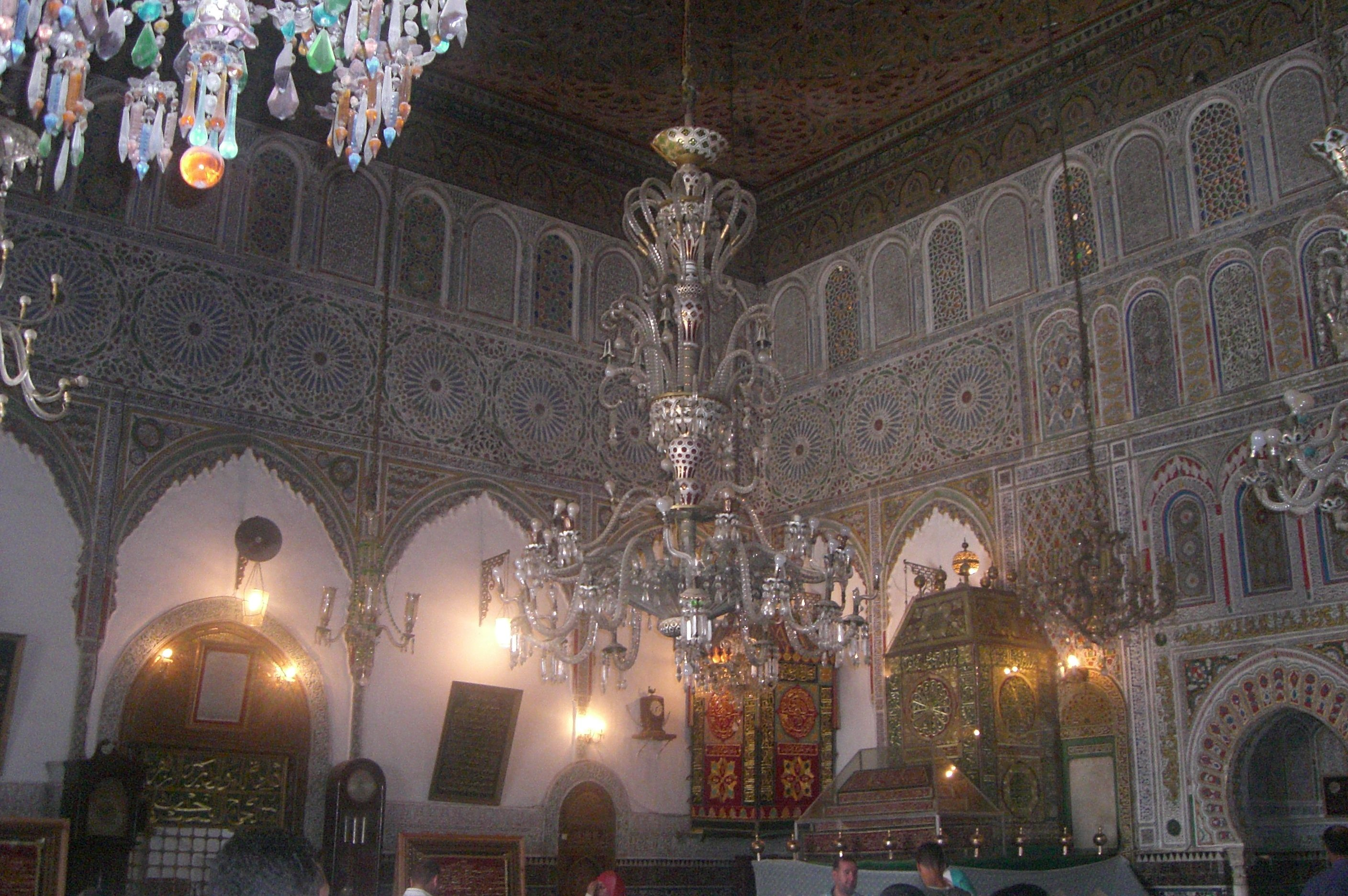
Mausoleum „Moulay Idris II“

Das religiöse Leben wird durch die zahlreichen Moscheen in der Altstadt geprägt, zuvorderst durch die Qarawiyīn-Moschee, um deren Gebäude herum die Altstadt gewachsen ist. Als zweites religiöses Zentrum präsentiert sich das Mausoleum von Idris II. (Maqabir Moulay Idris), der als einer der Stadt- und Staatsgründer gilt. Außerhalb der Stadtmauern befinden sich die Friedhöfe und die Merinidengräber. Um Fès herum finden sich auch zahlreiche kleinere Pilgerorte (z. B. Sidi Harazem), die besonders bei schönem Wetter zum Heiligenkult oder auch für Familienausflüge aufgesucht werden.
In der Ville Nouvelle gibt es einige christliche Gemeinden, unter anderem eine römisch-katholische Kirche, die aus der französischen Kolonialzeit stammt und heute leidlich genutzt wird. Im alten jüdischen Viertel (Mellah) findet man zwei Synagogen, von denen zumindest in einer, der Aben-Danan-Synagoge, noch regelmäßig Gottesdienste abgehalten werden. Die Zahl der verbliebenen Juden wurde für 2006 mit 300 angegeben.

## Bildung

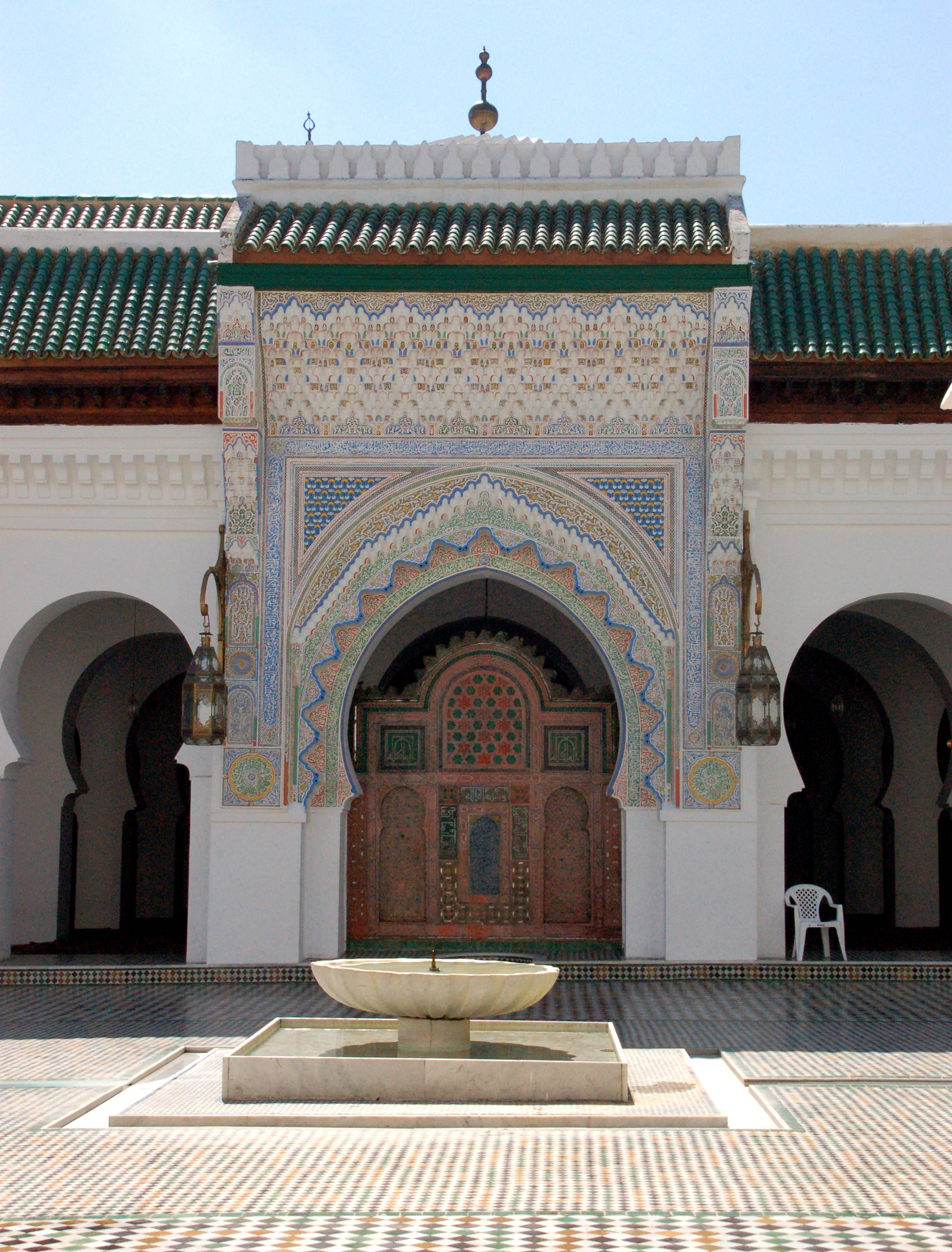
Kairaouine Mosque (Mosque of al-Qarawiyyin), älteste Universität der Welt

Da in Marokko Schulpflicht für Jungen und Mädchen gilt, findet man überall in der Stadt staatliche Grund- und Sekundarschulen. In der Altstadt stößt man noch auf einzelne Koranschulen (Kutab, Medersa), von denen jedoch aufgrund des Schülerrückgangs in den vergangenen Jahrzehnten viele geschlossen wurden und heute als Museen besichtigt werden können.
Die im Jahr 859 gestiftete Qarawiyin-Universität gilt nach der Universität Ez-Zitouna als eine der ältesten islamischen Universitäten und als eine der weltweit ältesten kontinuierlich genutzten Bildungseinrichtungen.
Im höheren Bildungssektor gibt es neben der traditionellen Qarawiyin-Universität in der Ville Nouvelle seit 1975 auch Einrichtungen der landesweiten Université Sidi Mohamed Ben Abdellah (Fac), die ihrem Anspruch nach eine moderne Voll-Universität ist. Das Institut français bietet Französischkurse und kulturelle Veranstaltungen (z. B. ein Filmfestival) an. Darüber hinaus existieren zahlreiche private Bildungseinrichtungen, die mit dem Erwerb von Schlüsselqualifikationen (Sprachen, Wirtschafts- und IT-Kenntnisse) werben.

## Verkehr
Eine 16 km lange Ringstraße leitet den Verkehr um die Stadt. Zwischen den Stadtteilen und in der Ville Nouvelle verkehren öffentliche Busse und rote Taxis (Petit Taxi), die rege genutzt werden.
Die größeren Städte lassen sich über das Schienennetz erreichen, an das der Bahnhof von Fès angeschlossen ist. Der Städteverkehr in die kleineren Orte läuft über weiße Taxis (Grand Taxi), in denen bis zu sieben Leute Platz nehmen können.
Fès verfügt über einen internationalen Flughafen, den Flughafen Fès-Saïss, der aus dem deutschsprachigen Raum von den Flughäfen Bremen (ab November 2017), Hahn, Memmingen und Niederrhein angeflogen wird.
In der Altstadt (Fès el Bali) verkehren keine Autos. Dort leben ca. 156.000 Menschen. Daher ist sie das größte autofreie Gebiet der Welt, gemessen an der Anzahl der Bewohner. Gelegentlich fahren jüngere Marokkaner auf motorisierten Zweirädern durch die Gassen, in der Regel beschränkt sich der Verkehr jedoch auf vierbeinige Lasttiere (Maultiere, Esel) und vollbeladene Ziehwagen. Diese sollten bei einem Aufenthalt in der Altstadt unbedingt beachtet werden, soll eine Kollision vermieden werden.

## Tourismus

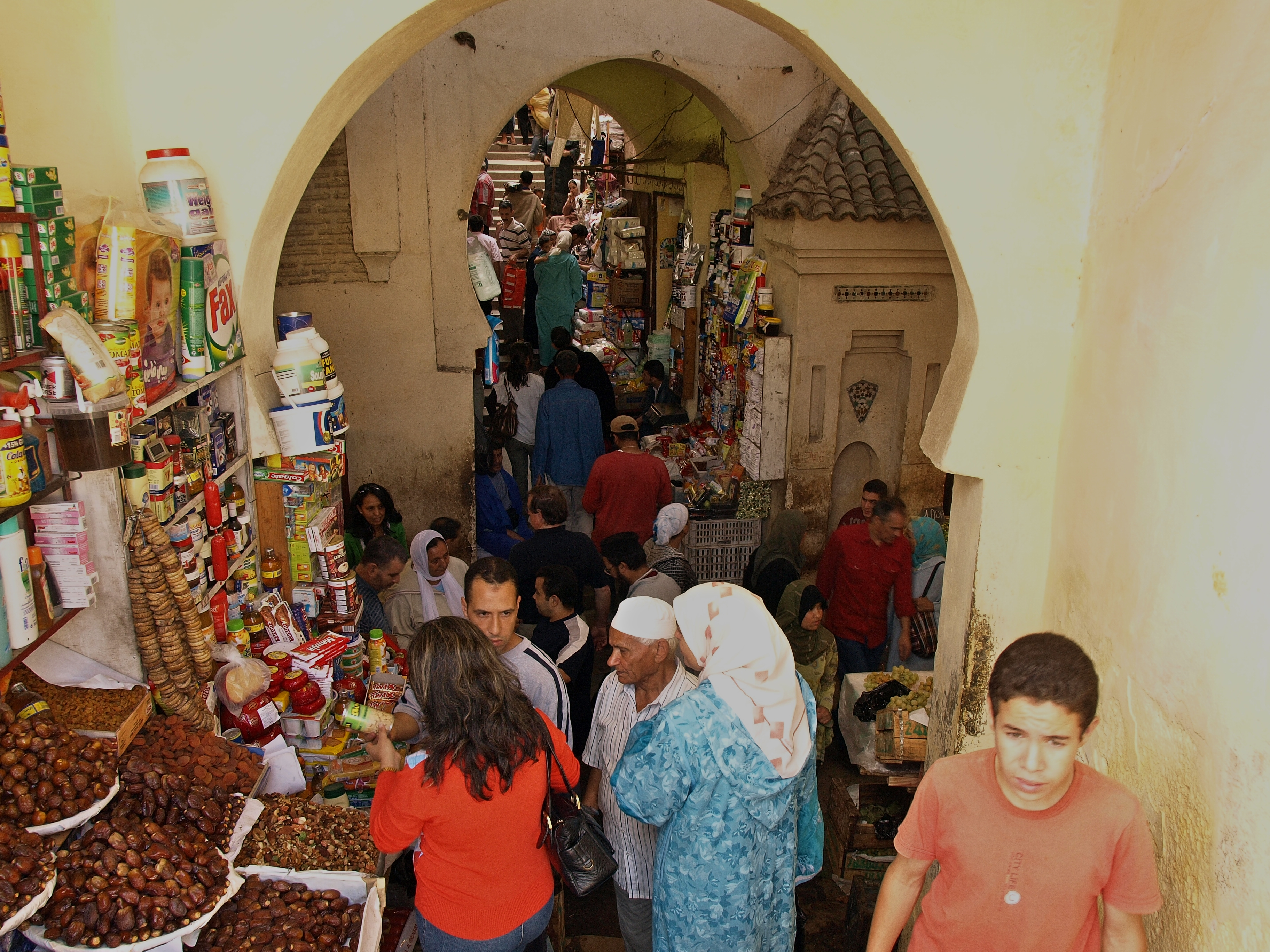
Gasse in den Souks

In den letzten Jahrzehnten hat der Tourismus zugenommen und ist zu einem wichtigen Wirtschaftsfaktor geworden. Auch heute noch gibt es in Fès einen lebendigen Souk, der in verschiedene Bereiche eingeteilt ist, u. a. Holz-, Keramik-, Metall-, Ledersouk. Wegen der enormen Enge gibt es keine Autos in der Innenstadt. Einige Gassen und Passagen sind nur 50 cm breit.

## Sehenswürdigkeiten

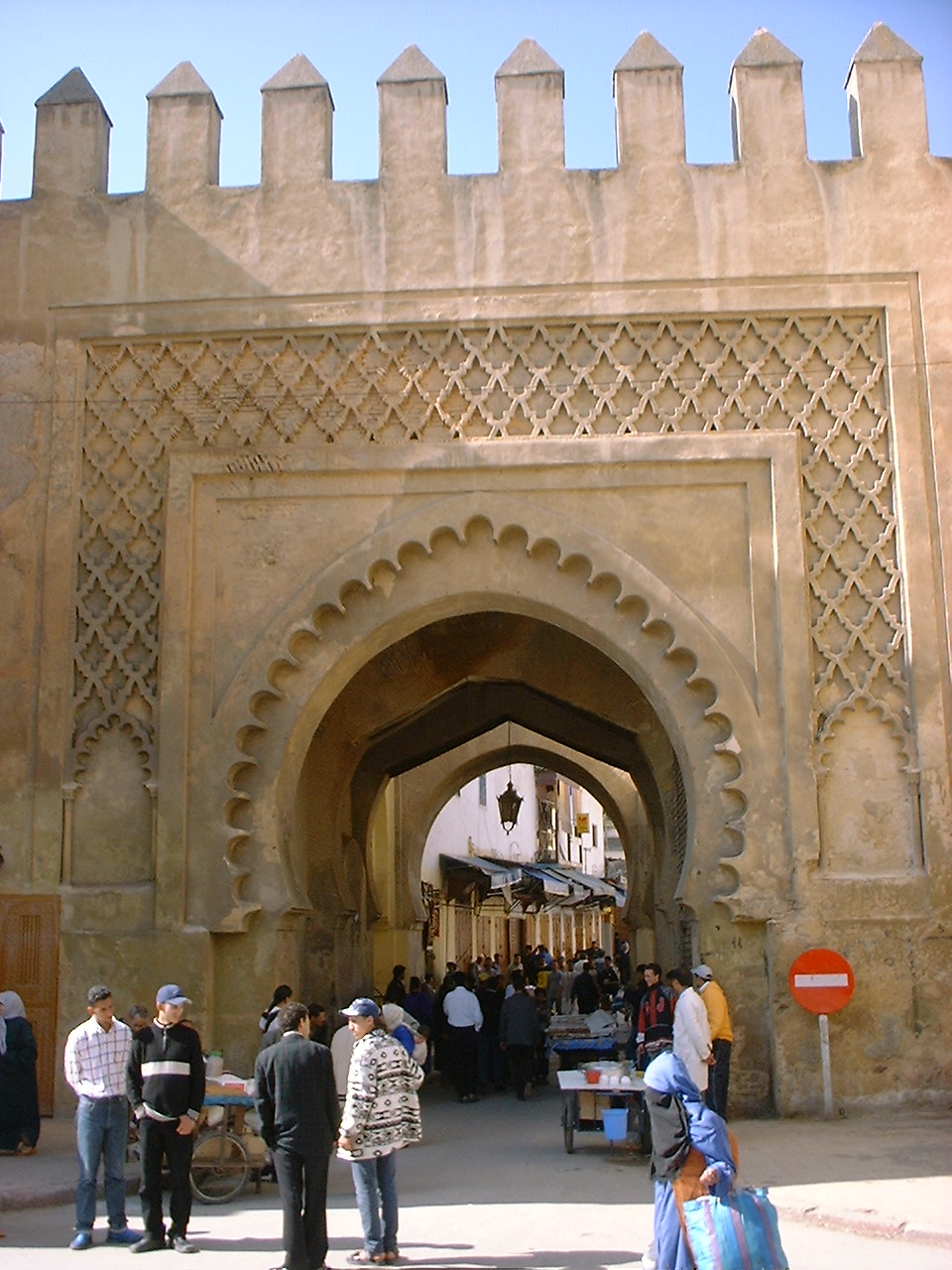
Bab as-Semmarine

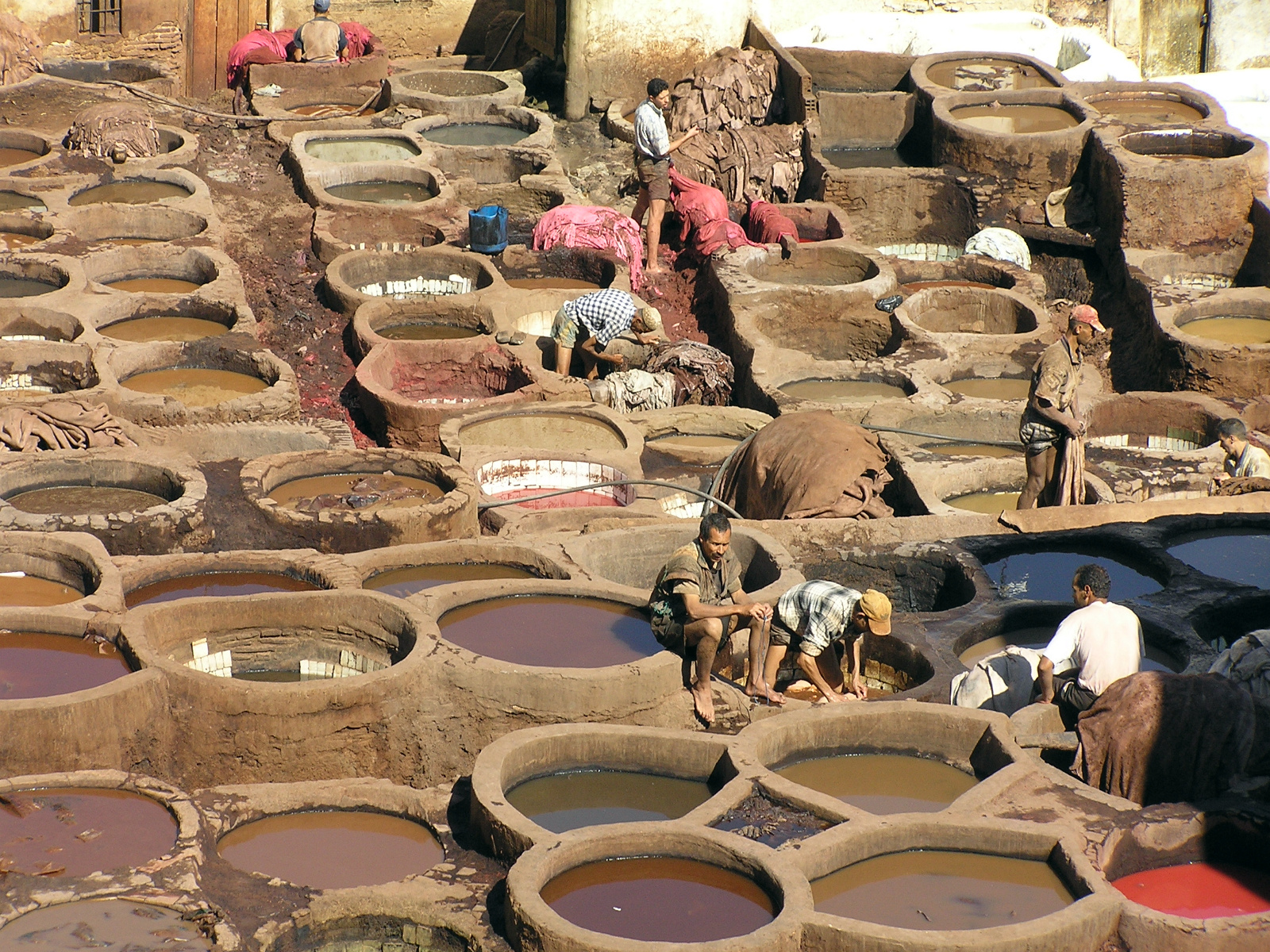
Traditionelle Gerberei und Färberei in Fès

### Fès el Bali
- Bab Mahrouk (Torbau 13. Jahrhundert), Bab Chorfa (14. Jahrhundert)
- Bab Boujeloud (20. Jahrhundert)
- Tala Kebira und Tala Seghira (autofreie Hauptstraßen mit Handels- u. Handwerksbetrieben)
- Medersa Bou Inania (14. Jahrhundert)
- Place Nejjarin mit Fondouk (18. Jahrhundert; Museum für Holzschnitzkunst)
- Medersa Attarine (14. Jahrhundert)
- Kairaouine-Viertel (Handels- u. Handwerksbetriebe)
- Zaouia Idris II. (Grabmoschee des 2. Stadtgründers)
- Gerberviertel
- Dar Batha-Museum (ehem. Wesirpalast)

### Fès el Jedid
- Königspalast (nur von außen)
- Bab Semmarin und Mellah (Jüdisches Viertel)
- Synagogen und Jüdischer Friedhof (auf Nachfrage)

### Außenbezirke
- Borj Nord (16. Jahrhundert; Waffenmuseum)
- Merinidengräber (14. Jahrhundert; Ruinen und Blick über die Stadt)
- Borj Sud (16. Jahrhundert; Blick über die Stadt)

## Partnerstädte
Fès verfügt über 22 Gemeindepartnerschaften zu den folgenden Städten:
| Stadt          | Land                | seit |
| -------------- | ------------------- | ---- |
| al-Quds        | Palästina           | 1982 |
| Barcelona      | Spanien             | 2009 |
| Bobo-Dioulasso | Burkina Faso        | 2005 |
| Cartagena      | Kolumbien           | 1993 |
| Chengdu        | Volksrepublik China | 2016 |
| Coimbra        | Portugal            | 1988 |
| Córdoba        | Spanien             | 1989 |
| Djenné         | Mali                | 1997 |
| Florenz        | Italien             | 1963 |
| Izmir          | Türkei              | 1995 |
| Jericho        | Palästina           | 2014 |
| Kairouan       | Tunesien            | 1965 |
| Krakau         | Polen               | 1986 |
| Lahore         | Pakistan            | 1988 |
| Loja           | Spanien             | 2005 |
| Montpellier    | Frankreich          | 2003 |
| Nablus         | Palästina           | 1990 |
| Ngaparou       | Senegal             | 2009 |
| Rufisque       | Senegal             | 2007 |
| Saint-Étienne  | Frankreich          | 2006 |
| Saint-Louis    | Senegal             | 1981 |
| Straßburg      | Frankreich          | 1999 |
| Suwon          | Südkorea            | 2003 |
| Trarza         | Mauretanien         | 2009 |

## Söhne und Töchter der Stadt
- Fatima al-Fihri († 880), Stifterin der Qarawiyin-Universität
- Dunasch ben Labrat (920–990), jüdischer Kommentator, Dichter und Grammatiker
- Jehuda Chajjudsch (* um 945), hebräischer Grammatiker und Arzt
- Ahmad al-Badawī (um 1200–1276), Gründer der Tarīqa Ahmadiyya
- Abū ʿInān Fāris (1329–1358), Sultan der Meriniden in Marokko (1348–1359)
- Isaac Uziel (16. Jahrhundert–1622), spanischstämmiger Rabbiner und Dichter
- Aaron ben Abraham ben Samuel Ibn Chajjim (1545–1632), jüdischer Gelehrter
- Samuel Pallache (1550–1616), Kaufmann, Diplomat, Spion, Doppelagent, Pirat und angeblicher Mitbegründer der ersten jüdischen Gemeinde Amsterdams
- Jakob Chagis (1620–1674), jüdischer Gelehrter, Rabbiner und Talmudist
- Mohammed el Mokri (1851–1957), Großwesir in Marokko
- Muhammad VI. ibn Arafa (1889–1976), Sultan von Marokko (1953–1955)
- Ahmed Bahnini (1909–1971), Premierminister von Marokko (1963–1965)
- Muley el Hassán ben el Mehdi (1912–1984), Kalif von Marokko (1924–1956)
- Mohammed Karim Lamrani (1919–2018), Premierminister von Marokko (1971–1972)
- Mohammed Aziz Lahbabi (1922–1993), Philosoph und Schriftsteller
- Abdelhadi Boutaleb (1923–2009), Diplomat und Politiker
- Jakob Ben-Jesri (1927–2018), israelischer Politiker
- Abdellatif Filali (1928–2009), Politiker und Diplomat
- Yves Lacoste (* 1929), französischer Geograph
- Azzedine Laraki (1929–2010), Premierminister von Marokko (1986–1992)
- Guy Bois (1934–2019), französischer Historiker, Mediävist und Hochschullehrer
- Touria Chaoui (1936–1956), erste arabische Frau, die einen Pilotenschein erwarb
- Fatima Mernissi (1940–2015), Schriftstellerin und Soziologin (Universität Rabat)
- Othman Slimani (1941–2004), Ökonom und Banker
- Jacques Denis (1943–2015), französischer Schauspieler
- Benjamin Soussan (* 1943), deutscher Rabbiner
- Tahar Ben Jelloun (* 1944), Schriftsteller und Psychotherapeut, Prix Goncourt-Preisträger
- Moulay Khanoussi (* 1944), Fußballspieler
- Eli Alaluf (* 1945), israelischer Politiker
- David Magen (* 1945), israelischer Politiker
- Avi Ben-Simhon (* 1947), israelischer Maler
- Franck Langolff (1948–2006), französischer Musiker
- Abdelhaï Bennani (1950–2015), französischer Jazzmusiker
- Faouzi Skali (* 1953), Anthropologe und Schriftsteller; Begründer des Festival des Musiques Sacrées du Monde („Festival der religiösen Musik“)
- Youssef Ibram (* ca. 1954), marokkanisch-schweizerischer islamischer Theologe und Rechtsgelehrter
- Chakib Benmoussa (* 1958), Innenminister von Marokko
- Eva Illouz (* 1961), israelische Soziologin
- Rachid Azzouzi (* 1971), Fußballspieler und Manager
- Tarik Sektioui (* 1977), Fußballspieler
- Prinzessin Lalla Salma (* 1978), Ehefrau des marokkanischen Königs Mohammed VI.
- Asmae Leghzaoui (* 1978), Langstreckenläuferin
- Mohamed Abicha (* 1980), Beachvolleyballspieler
- Mehdi Bennani (* 1983), Autorennfahrer
- Mohammed Chahim (* 1985), marokkanischstämmiger niederländischer Politiker
- Khalid Choukoud (* 1986), Leichtathlet
- Anas Zniti (* 1988), Fußballtorhüter
- Adel Taarabt (* 1989), Fußballspieler
- Achraf Bencharki (* 1994), Fußballspieler
- Zainab Fasiki (* 1994), Illustratorin und Frauenrechtsaktivistin
- Soufiane el-Bakkali (* 1996), Hindernisläufer
- Ahmed Reda Tagnaouti (* 1996), Fußballspieler
- Youssef En-Nesyri (* 1997), Fußballspieler
- Yasmine Kabbaj (* 2004), Tennisspielerin

## Klimatabelle
|                       | Jan  | Feb  | Mär  | Apr  | Mai  | Jun  | Jul  | Aug  | Sep  | Okt  | Nov  | Dez  |   |      |
| Mittl. Tagesmax. (°C) | 15,0 | 17,5 | 19,9 | 22,1 | 26,0 | 31,2 | 35,7 | 35,8 | 31,5 | 26,1 | 20,2 | 16,1 | ⌀ | 24,8 |
| Mittl. Tagesmin. (°C) | 4,5  | 5,3  | 7,7  | 9,4  | 11,9 | 15,2 | 17,9 | 18,1 | 16,0 | 12,4 | 8,5  | 5,7  | ⌀ | 11,1 |
|                       |      |      |      |      |      |      |      |      |      |      |      |      |   |      |
| Niederschlag (mm)     | 80   | 72   | 71   | 64   | 37   | 12   | 1    | 3    | 15   | 36   | 61   | 85   | Σ | 537  |
|                       |      |      |      |      |      |      |      |      |      |      |      |      |   |      |
| Sonnenstunden (h/d)   | 5,0  | 6,6  | 7,1  | 8,1  | 8,5  | 10,0 | 11,3 | 10,5 | 8,6  | 7,4  | 5,6  | 4,3  | ⌀ | 7,8  |
|                       |      |      |      |      |      |      |      |      |      |      |      |      |   |      |
| Regentage (d)         | 7    | 8    | 8    | 8    | 5    | 2    | 0    | 0    | 1    | 4    | 6    | 7    | Σ | 56   |
|                       |      |      |      |      |      |      |      |      |      |      |      |      |   |      |
| Luftfeuchtigkeit (%)  | 79   | 76   | 73   | 71   | 68   | 60   | 58   | 56   | 58   | 64   | 70   | 75   | ⌀ | 67,3 |

| 4,5 |

| 5,3 |

| 7,7 |

| 9,4 |

| 11,9 |

| 15,2 |

| 17,9 |

| 18,1 |

| 16,0 |

| 12,4 |

| 8,5 |

| 5,7 |

| 4,5 |

| 5,3 |

| 7,7 |

| 9,4 |

| 11,9 |

| 15,2 |

| 17,9 |

| 18,1 |

| 16,0 |

| 12,4 |

| 8,5 |

| 5,7 |